# Warrenville (Illinois)
Warrenville je grad u američkoj saveznoj državi Ilinois. Prema popisu stanovništva iz 2010. u njemu je živjelo 13.140 stanovnika.